# Біла (Битівський повіт)
Біла (пол. Biała, нім. Bial) — село в Польщі, у гміні Мястко Битівського повіту Поморського воєводства.
Населення — 118 осіб (2011).
У 1975-1998 роках село належало до Слупського воєводства.

## Демографія
Демографічна структура станом на 31 березня 2011 року:
|          | Загалом | Допрацездатний вік | Працездатний вік | Постпрацездатний вік |
| -------- | ------- | ------------------ | ---------------- | -------------------- |
| Чоловіки | 56      | 13                 | 40               | 3                    |
| Жінки    | 62      | 14                 | 38               | 10                   |
| Разом    | 118     | 27                 | 78               | 13                   |